# Zemský okres Gütersloh
Zemský okres Gütersloh (německy Kreis Gütersloh) je zemský okres v německé spolkové zemi Severní Porýní-Vestfálsko, ve vládním obvodu Detmold. Sídlem správy zemského okresu je město Gütersloh. Má přibližně 364 tisíc obyvatel. 

## Města a obce
| Města: 1. Borgholzhausen 2. Gütersloh 3. Halle 4. Harsewinkel 5. Rheda-Wiedenbrück 6. Rietberg 7. Schloß Holte-Stukenbrock 8. Verl 9. Versmold 10. Werther | Obce: 1. Herzebrock-Clarholz 2. Langenberg 3. Steinhagen |